# Quedius decoui
Quedius decoui – gatunek chrząszcza z rodziny kusakowatych i podrodziny kusaków.
Gatunek ten opisany został po raz pierwszy w 1963 roku przez Henriego Coiffaita na łamach „Bulletin de la Société d’Histoire Naturelle de Toulouse” pod nazwą Quedius (Sauridus) decoui. Jako miejsce typowe wskazano Oltenię w Rumunii.
Chrząszcz o wydłużonym ciele długości od 6,5 do 7,5 mm. Głowa jest owalna, ciemnobrunatna. Wyposażona jest w wielokrotnie dłuższe od skroni, zajmujące niemal całe jej boczne powierzchnie oczy. Czułki mają człon pierwszy krótszy niż dwa następne razem wzięte, a człon przedostatni o ⅓ dłuższy niż szeroki. Na czole znajdują się po dwa punkty przednie i tylne; brak jest punktów dodatkowych między przednimi. Przedplecze jest wypukłe, brunatne z lekko rozjaśnionymi brzegami. Na powierzchni tarczki brak jest punktowania. Pokrywy są pokryte punktami i mikrorzeźbą, ubarwione brunatnie z jasnobrunatnymi tylnymi brzegami. Barwa odnóży jest ciemna. Odwłok jest brunatny z jasnobrunatnymi krawędziami tylnymi tergitów.
Gatunek palearktyczny, europejski, endemiczny dla Rumunii.